# Ідик
Іди́к (рос. Идык) — річка в Кіровській області (Кільмезький район), Росія, ліва притока Вали.
Довжина річки становить 38 км. Бере початок за 4 км на південний схід від присілку Бураші, впадає до Вали біля присілку Моторки. Напрямок річки в основному на північний схід. Починаючи від присілку Гарі протікає по заболочені місцевості. У селищі Мирний та у присілку Пестерево (площею 0,2 км²) створено ставки.
Притоки:
- ліві — без назви (присілок Дамаскіно[2]), Малий Ідик
- праві — В'юг, Нардомас

Над річкою розташовані населені пункти Кільмезького району Гарі, Мирний, Пестерево, Надежда.